# Cayleylijn
Een Cayleylijn is een lijn die gevonden kan worden bij een gegeven zestal punten ingeschreven in een kegelsnede. Bij een dergelijk zestal punten zijn 20 punten van Steiner en 60 punten van Kirkman te vinden. Elk punt van Steiner is collineair met drie punten van Kirkman. De drager heet een Cayleylijn. Er zijn dus 20 Cayleylijnen bij een gegeven zestal punten. Tezamen vormen de Pascallijnen, Cayleylijnen en punten van Kirkman en Steiner een symmetrische 804-configuratie.
De Cayleylijnen zijn genoemd naar Arthur Cayley (1821-1895), die hun bestaan bewees.